# Fanicko
Fanicko, encore connu sous le nom Fanicko de Jésus, de son vrai nom Olivier Fanicko Adjanohoun, est un chanteur et compositeur béninois, né le 12 juillet 1992 à Cotonou au Bénin. 
Il compte une vingtaine de singles et est considéré aujourd'hui comme une étoile de la musique urbaine au Bénin.

## Biographie
Fanicko est né 12 juillet 1992 à Cotonou, d'un père commerçant et d'une mère esthéticienne-coiffeuse. Il fait ses premiers pas sur la scène en tant que danseur de musique électro et se fait alors appeler Piikachu. Quelques années plus tard, il décide de se lancer dans la musique et crée Jérusalem Clan, un groupe de rap qu'il forme avec Ade, Hugo, Junior et Massizo.
En 2013, il commence sa carrière solo avec un premier single intitulé Le Gateau qui connait un certain succès. Il rejoint par la suite le label Self Made Men de son mentor le rappeur Mister Blaaz et enchaine les singles. Le succès des titres On va faire comment? et Tu fais trop la bouche lui permettent de s'imposer au Bénin et de se faire connaitre dans plusieurs pays d'Afrique francophone. En juillet 2016, Fanicko rejoint le label camerounais Hope Music Group avec Jean Raoul Anyia,. En 2018, il est acteur dans Pakgne, une web-série camerounaise.

## Discographie

### Singles
- 2015 : On Va Faire Comment
- 2015 : Tu Fais Trop La Bouche
- 2015 : Mon Bébé
- 2016 : Zankounana
- 2016 : Tourne ça Bien
- 2017 : Angelina
- 2017 : Faut pas m'embrouiller
- 2018 : Avec Toi feat Daphne
- 2018 : Billets
- 2019 : Miss You
- 2021* "Le beaux des beaux"
- 2022*"Jaloux"

### Collaborations
- 2016: Titina feat. Ariel Sheney
- 2017: My African Queen de Jaymax VI
- 2017: Sapologie de Dj Kenny
- 2017: Amen de Yovi
- 2017:No palaba feat Nasty Nesta

- 2017: Je suis moi comme ça de Mr. Leo
- 2018: Avec Toi feat Daphne
- 2018: Couper L'appétit feat Mink's
- 2018: Sango de KO-C
- 2018: Ma Gaboma feat SlR Sossa
- 2018: Acteur dans la web-série Pakgne de Marcelle Kuetche et Muriel Kamcheu
- 2021: "Chichiman" feat Tôgbè Yéton
- 2021: Shake it feat Isis Kingue

## Récompenses et nominations
- 2016 : Nommé aux Kora Awards dans la catégorie meilleur artiste de musique urbaine[14].
- 2018 : Nommé au concours Bénin top 10 Meilleur artiste de l'année et artiste des auditeurs [15]